# Пающіє труси
Пающіє труси — український гурт, співає у стилі поп-рок, створений у 2008 році музикантом Андрієм Кузьменком і музичним продюсером Володимиром Бебешком.

## Склад гурту
- Олена «Сова» Слюсаренко (Магдален)
- Ірина «Рижова» Скрінник

## Історія створення
До створення подібного відверто стьобного гурту Андрія Кузьменка підштовхнула неймовірна кількість дівчачих дуетів на українській естраді, які вирізняються не стільки вокальними чи артистичними даними, скільки ефектною зовнішністю й відвертим вбранням. Кузьма розповідає:
| «Пающіє труси» — дівоча панкова група, яка буде хаяти наш шоу-бізнес. Назви пісень «Ліжко продюсера», «Пающіє труси» говоритимуть самі за себе. Тобто все, що зараз відбувається в нашому шоу-бізнесі, служитиме лейт-мотивом для групи. |
У той момент у Кузьменка вже був готовий текст першої пісні гурту, «Пающіє труси», яку він планував виконати сам, проте вирішив, що цікавіше буде, якщо ту пісню заспівають самі дівчата. У березні 2008 року був оголошений кастинг до нового жіночого поп-гурту, назва якого в самому оголошенні не фігурувала, але були заявлені такі вимоги, як: третій розмір грудей, зріст від 160 до 170 см, хореографічні навички, вміння співати не обов'язково. В ході кастингу до гурту були відібрані Ірина Скринник, Анастасія Бауер, Надія Бендерська та Олена Слюсаренко. Ольга Лізгунова та Вікторія Ковальчук були відібрані ще до кастингу — Вікторія була знайомою Володимира Бебешка, а Ольга була бек-вокалісткою Андрія Кузьменка та записувала для пісень гурту вокальні партії, і в першому кліпі, а також на перших концертах не з'являлася, ставши повноцінною учасницею гурту лише коли продюсери вирішили почати виступи з «живим» звуком.
5 березня 2009 року, вийшов перший альбом гурту під назвою «Попса». 
2010 року дівчата виступили на фестивалі «Нова хвиля» в Юрмалі де представляли Україну разом із Іваном Березовським та Тетяною Ширко. Однак назва гурту не сподобалась режисерові конкурсу — Олександрові Ревзіну. Дівчатам запропонували її змінити, але ті відмовилися. Попри це організатори використали дещо іншу назву. Так, в ефірі ведуча фестивалю Ксенія Собчак зробила наголос на першому складі у слові «труси» — «Пающіє труси».
Врешті гурт отримав контракт з Ігорем Крутим, почав гастролювати в Росії.
Андрій Кузьменко називав цей проект «своїм іншим „я“», був автором ідей та текстів для гурту.

## Корективи COVID-19 на творчість гурту
Пандемія COVID-19 внесла свої корективи у творчість гурту «Пающіє труси»:
- Ольга Лізгунова фронтвумен гурту оголосила про відхід з колективу, але при цьому продовжить співпрацю з продюсером Володимиром Бебешком, як сольна артистка під ім'ям Olga Ernst[11].
- Ірина Рижова (Скрінник) почала пробувати себе в якості фотомоделі.
- Олена Магдален (Слюсаренко) почала займатися театральною діяльністю як акторка. Концертним директором став діяч мистецтв Олександр Жеребко.[12][13][14][15]

## Дискографія
- Попса (2009)
- Интимнепредлагать (2011)
- Караоке (2015)

## Пародії
- «Чорний пудель» — пародія на пісні «Чорний бумер» (Серьога)[16] та «Не пара» (Потап та Настя)
- «Де Мімур?» — пародія на пісню «Манхеттен/Вона хотіла б жити на Манхеттені» (рос. «Она хотела бы жить на Манхэттене») гурту «Банд'Ерос»[16]
- Диско-ремікс пісні «Пластичний хірург» — пародія на пісню «Dragostea Din Tei» (O-Zone), цитуються окремі рядки пісні
- «Підманула» — пародія на українську народну пісню «Ти ж мене підманула»
- «Розпрягайте, хлопці, коні» — пародія на українську народну пісню з такою самою назвою «Розпрягайте, хлопці, коні»
- «Півроку стриманості» (рос. «Полгода воздержания») — пародія на пісню «Criminal» (Брітні Спірс)
- Кліп «Волошка» (рос. «Василёк») — пародія на відеокліп «Girl Gone Wild» (Мадонна)
- «Спортивний інтерес» — пародія на пісню «Love Me On Repeat» (Balkan Girls)
- «Москва-Колима» — цитуються рядки з пісень «Party for Everybody» («Бурановські бабусі») та російської народної «Валянки»
- «Посміхніться, каскадери» (рос. «Улыбнитесь, каскадёры») — пародія на пісню «Каскадери» («Земляне»)
- «Ла-ла-ла» — пародія на пісні «Прощай» (Лев Лещенко), «Ту-лу-ла» (Юлія Чичеріна), «Ла-ла-ла» (Жанна Фріске)
- «Му-му» — пародія на пісню «Mі Mі Mі» («Serebro»)
- «Караоке» — в інтернет-версії пісні цитуються рядки з пісень Григорія Лепса «Чарка горілки на столі» (рос. «Рюмка водки на столе»), Ірини Аллегрової «Баби-стерви» та Наталі «О Боже, який чоловік!» (рос. «О Боже, какой мужчина!»)
- «Холодець» — в програші рефрен «холодець-холодець» запозичений з приспіву пісні «Медуза» (MATRANG)